# آي باث
آي باث iPath مصطلح اقتصادي في مجال التمويل، يشير إلى عائلة من الأوراق النقدية المتداولة في البورصة (exchange-traded notes ETN) الصادرة عن بنك باركليز البريطاني.  مصطلح iPath ETNs هي سندات دين كبيرة وغير مضمونة لبنك باركليز بي إل سي، وتغطي فئات الأصول التالية: السلع، وإكويتي سمارت بيتا، و MLPs، والاستثمار المستدام، والتقلب.
تجمع آي باث بين جوانب الاستثمار للسندات والصناديق المتداولة في البورصة (ETF). تم إصدار الأوراق المالية آي باث الأولى في عام 2006 وتم تسجيلها بموجب قانون الأوراق المالية لعام 1933، لأنها صادرة عن البنوك، وليس عن طريق شركات الاستثمار. 
تقترب تجارة آي باث من قيمة تداولها خلال اليوم وعادة ما يكون لها تاريخ استحقاق لمدة 30 عامًا. ومع ذلك، يمكن استردادها (بحد أدنى 50.000 وحدة) كل خميس - على عكس ميزة الاسترداد اليومية لصناديق الاستثمار المتداولة. يمكن أيضًا تداولها في السوق الثانوية. 
على الرغم من أن أمان آي باث قد يكون مرتبطًا بمؤشر سوق أساسي، فقد تتغير قيمته حتى إذا كانت هناك حركة قليلة أو معدومة في المؤشر، في حالة تغير التصنيف الائتماني للمُصدر، على سبيل المثال إذا تلقى المُصدر تخفيض التصنيف. 

## روابط خارجية
- iPath